# Luis Allende
Luis Ramón Allende Ruiz (Santurce, 18 marzo 1970) è un ex cestista portoricano.

## Carriera
Con Porto Rico ha disputato due edizioni dei Campionati mondiali (1994, 2002) e due dei Campionati americani (1993, 1999).